# Ján Smrek
Ján Smrek, vlastním jménem Ján Čietek, pseudonymy Ilia Volžanin, Ilja Volžanin, Ján Čietek-Smrek, Janko Smrek, Larix a další (16. prosince 1898, Zemianske Lieskové, část obce Melčice-Lieskové – 8. prosince 1982, Bratislava) byl slovenský básník, spisovatel, redaktor, publicista, vydavatel a organizátor kulturního života.

## Životopis
Narodil se v rodině malorolníka a vzdělání získal v lidové škole v Kochanovcích. Po smrti svého otce (v roce 1907) se stal chovancem evangelického sirotčince v Modře. V letech 1913-1917 se vyučil obchodním příručím a ve vzdělání pokračoval až po první světové válce, když v letech 1919-1921 studoval v modranském učitelském ústavu a v letech 1921-1924 na Evangelické bohoslovecké fakultě v Bratislavě, studium však nedokončil, protože ho naplno zaujala práce novináře. Krátce pracoval na Dolné zemi a u Makovických v Ružomberku, v roce 1917 pracoval také v obchodě u Fedora Houdka. V letech 1917-1918 se dostal jako voják rakousko-uherské armády na palestinskou frontu, kde vážně onemocněl, dostal malárii.
Později působil v roce 1924 jako novinář v redakci Slovenského denníku a v letech 1925-1929 byl redaktorem Národních novin v Martině. V letech 1925-1938 redigoval v pražském Mazáčově nakladatelství Edici mladých slovenských autorů (EMSA). Kvůli této práci se také v roce 1930 přestěhoval do Prahy, kde později začal vydávat literární časopis Elán, který vycházel až do poválečných dob. Na začátku druhé světové války se však vrátil zpět na Slovensko, kde se usadil v Bratislavě a časopis Elán se stal časopisem Spolku slovenských spisovatelů. V době války založil Komorní knihovnu Elánu, kterou vedl i po jejím převzetí nakladatelstvím Slovenský spisovatel v roce 1950, ale v letech 1945-1948 pracoval jako přednosta kulturního odboru na Pověřenictvu informací.
Po roce 1948 jako básník upadl do nemilosti, měl zakázáno psát, jeho díla procházela cenzurou, a tak se více věnoval překladům.
Zemřel 8. prosince 1982 v Bratislavě. Pochovaný je v Martině na slovenském národním hřbitově. Vděční rodáci mu odhalili v roce 1988 při příležitosti jeho nedožitých 90. narozenin na budově Obecního úřadu v Melčicích-Lieskovém pamětní desku. Jejím autorem je akademický sochař Igor Mosný z Trenčína. Při příležitosti 100. výročí narození Jána Smreka v srpnu 1998, kdy na jeho počest probíhal v Bratislavě Světový kongres básníků, mu byl odhalen památník v nově vybudovaném parku v Melčicích-Lieskovém. Tehdy byla poprvé udělena mezinárodní Cena Jána Smreka, a to švédskému básníku Tomasi Tranströmerovi, který se měl o 13 let později stát laureátem Nobelovy ceny za literaturu. Od r. 2000 byly Cenou Jána Smreka ocenění přední světoví básníci, např. G. Ajgi, R. Kunze, F. Mayröckerová, M. Matevski, včetně českých básníků L. Kundery, J. Štroblové a J. Žáčka.

## Tvorba
Jeho první literární pokusy vznikly v době středoškolských studií v roce 1916, kdy začal posílat svoje díla do Slovenského denníku a později také do Národních novin v Martině. Zde publikoval první polemiky, zprávy a publicistické články. Svoje básně zveřejňoval také v časopisech Živena, Slovenské pohľady, Zlatá Praha, Lidové noviny, Evanjelický posol spod Tatier, Tvorba T, Cirkevné listy a jiné.
Svojí tvorbou se řadí mezi nejvýznamnější osobnosti slovenské literární tvorby v 20. století. Jeho básnická tvorba se vyznačuje jednoduchostí a melodičností a ve svých dílech vyjadřuje zejména lásku k člověku a životní optimismus. Středobodem jeho pozornosti byla často i žena jako symbol mládí, krásy a základní hodnoty života. Ve svých básních definoval zásady své poetiky. Posláním poezie je podle něj nutnost vyvolávat zejména pocity krásna a harmonie, přičemž prosazoval názor, že báseň má být citová a muzikální.
Spolupracoval se slovenským hudebním skladatelem Jánem Cikkerem na libretu opery
Beg Bajazid a je také spolutvůrcem libreta opery Mr. Scrooge (Tiene) . Mezi spolupracovníky - hudebními skladateli byl i Frico Kafenda, který složil na básníkova slova cyklus třech písní: Listy, Okouzlení a Píseň. Ke Smrekově poezii si našel cestu i hudební skladatel Eugen Suchoň. Kromě jiných skladeb zkomponoval na slova Jána Smreka k 50. výročí Pěveckého sboru slovenských učitelů skladbu Slovenská píseň pro mužský sbor. Jeho poezie posloužila také Andrejovi Očenášovi, Otovi Ferenczymu a Alfrédu Zemanovskému.
Kromě vlastní tvorby se věnoval (zejména po roce 1948) překladům z :
- maďarštiny (Endre Ady, Attila József, Sándor Petőfi)
- francouzštiny (Villon, Pierre Corneille)
- ruštiny (Alexandr Sergejevič Puškin)
- polštiny (Julian Tuwim)
- turečtiny (Nazim Hikmet)

## Kritika
Dne 31. srpna 1940 podepsal v Tatranské Lomnici manifest, ve kterém je důrazně kritizováno tehdejší slovenské politické vedení loutkového Slovenského štátu (Jozef Tiso) za umírněnost v napodobování nacistického Německa.
Citace: Národný socializmus je sústava, ktorá najlepšie vyhovuje potrebám slovenského života, lebo umožňuje plné rozriešenie všetkých problémov politických, hospodárskych a kultúrnych.

## Ocenění
- 1929 - Státní cena
- 1933 - Zemská cena
- 1954 - Státní cena K. Gottwalda
- 1966 - titul Národní umělec
- 1978 - Řád práce
- 1978 - zlatá medaile maďarského PEN-klubu - Munkarend arany fokozata

## Dílo
- Seznam děl v Souborném katalogu ČR, jejichž autorem nebo tématem je Ján Smrek

### Básnické sbírky
- 1922 - Odsúdený k večitej žízni
- 1925 - Cválajúce dni
- 1929 - Božské uzly
- 1933 - Iba oči
- 1934 - Básnik a žena
- 1935 - Zrno
- 1944 - Hostina
- 1945 - Studňa
- 1958 - Obraz sveta
- 1962 - Struny
- 1964 - Písané na sude
- 1965 - Nerušte moje kruhy
- 1987 - Noc, láska a poézia, básně z autorovy pozůstalosti
- 1993 - Proti noci , antikomunistické básně, vydané posmrtně

### Tvorba pro děti a mládež
- 1954 - Maľovaná abeceda
- 1956 - Machule

### Výběry z poezie
- 1948 - Knihy mladosti 1, 2
- 1954 - Verše vybrané
- 1971 - Ženy
- 1972 - Moje najmilšie
- 1973 - Ružový spev mi prší z úst
- 1978 - Podoby lásky
- 1979 - Krásna prostota
- 1979 - Bacardi a iné básne

### Souborné dílo
- 1963 - Knihy slnečné (zv. 1)
- 1963 - Knihy nocí planých (zv. 2)
- 1964 - Knihy podjesenné (zv. 3)
- 1968 - Poézia moja láska (zv. 4)

### Ostatní díla
- 1924 - Literárne glosy, esej (vyšlo v Sborníku mladé slovenské literatury)
- 1931 - Slovenská prítomnosť literárna a umelecká, reprezentační sborník studií o slovenské literatuře a umění
- 1999 - Sme živý národ 1, 2 , esej

### Libreta
- 1957 - Beg Bajazid, libreto k opeře Jána Cikkera
- 1963 - Mr. Scrooge, libreto k opeře Jána Cikkera

### Překlady
- 1949 - François Villon: Veľký testament
- 1950 - Endre Ady: Básne
- 1952 - Attila József: Nie ja volám
- 1953 - Sándor Petőfi: Básne
- 1957 - Alexandr Sergejevič Puškin: Ruslan a Ľudmila
- 1978 - Preklady, souborné vydání překladů